# Квітея
Квітея (норв. Kvitøya; також Білий острів) — острів у Північному Льодовитому океані, п'ятий за величиною і найсхідніший острів архіпелагу Шпіцберген. Має площу 700 км², також є найсхіднішою точкою Норвегії. За 62 км на схід розташовується острів Вікторія, що належить Росії.
Острів повністю покритий льодовиковою шапкою (Kvitøyjøkulen, площа 705 км²) товщиною до 410 м з класичним куполом у формі пісочного годинника. Вільних від льоду області всього три, вони кам'янисті і ненаселені, мають площу близько 20 км². Найбільша з таких областей Андреенісет (Andréeneset) знаходиться на південно-західному кінці острова. Геологічно острів дуже старий, але до кінця не вивчений. Острів Білий входить до складу природного заповідника «Північно-східний Свальбард».
На острові встановлена автоматична метеорологічна станція. До острова можна дістатися на криголамі; приземлятися на літаку на острів заборонено.

## Історія

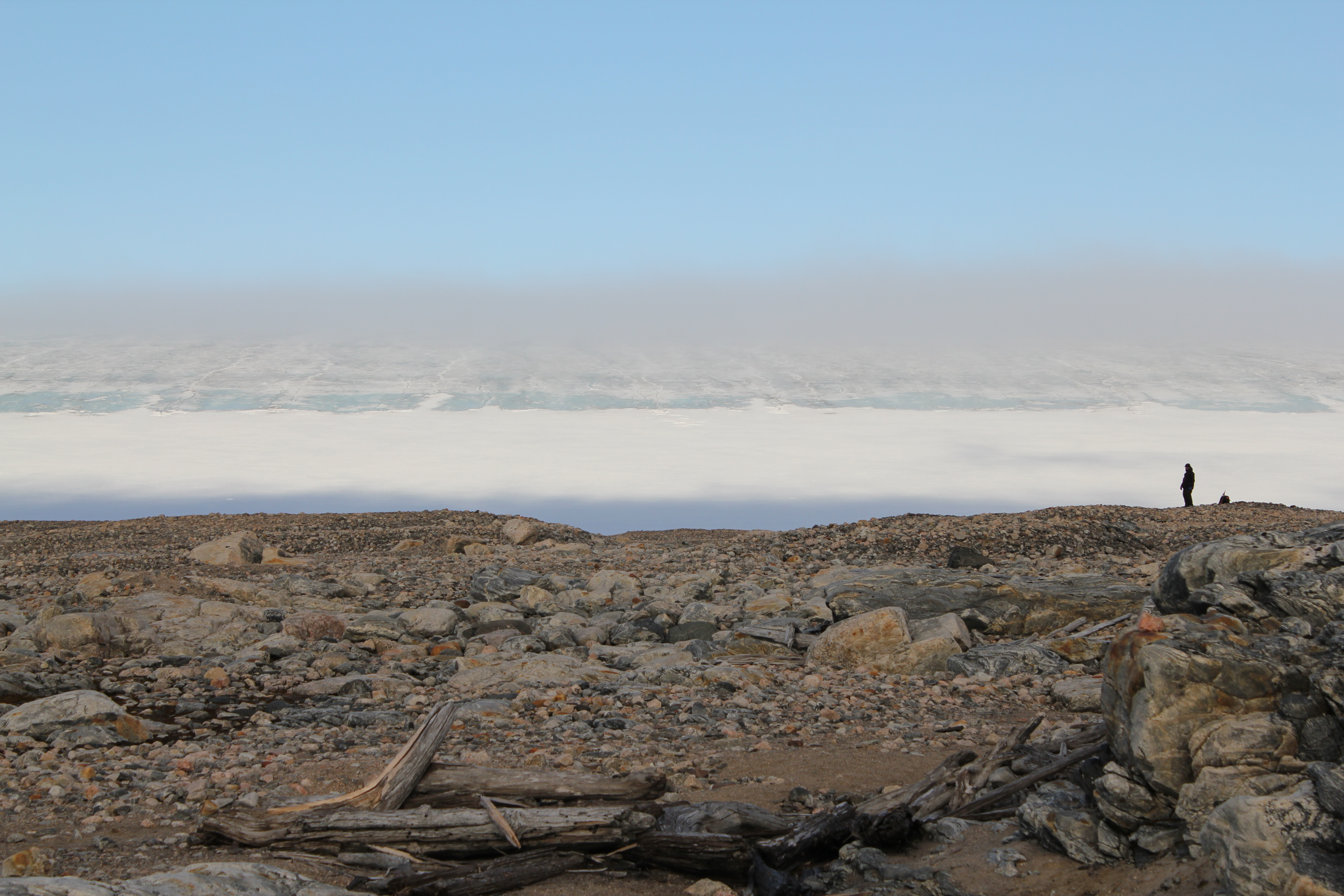
Панорама острова Квітоя

Острів Квітея був відкритий останнім з великих островів архіпелагу. Голландець Корнеліс Гілес (Cornelis Giles) наніс його на карту в 1707 році під назвою «земля Гілес». На пізніших картах він значився під цією назвою, змінюючи форму і положення і лише супутникові фотографії дали інформацію про його точні географічні характеристики. Норвезьке назва острова було дано йому китобоєм Йоханом Кьелдсеном з Тромсе в 1876 році.
Острів виявився кінцевою точкою арктичної повітряної експедиції, розпочатої Соломоном Андре в 1897 році на повітряній кулі. Намагаючись досягти Північного полюса на повітряній кулі, Андре зі своїми супутниками Нільсом Стріндбергом і Кнутом Френкелем були змушені приземлитися 14 липня (всього через 3 дні після вильоту) на паковий лід приблизно за 300 км на північ від Білого. Пішки вони досягли острова 6 жовтня і влаштували табір на вільній від льоду ділянці Андреенісет. Доля експедиції залишалася загадкою до 1930 року, коли експедиція Братвааг виявила плівки і журнали Андре. Сам Андре і його супутники, схоже, померли протягом кількох тижнів перебування на острові. Учасниками експедиції Андре на острові встановлений пам'ятник.
У 1930-х рр. острів як мінімум двічі — в 1930 році науково-дослідним судном Микола Кніпович і в 1935 році криголамом «Садко» — обстежувався радянськими вченими. За визначенням учасника обох експедицій Н. Н. Зубова, острів Білий є одним з «островів —  льодовикових шапок». У той час острів, крім двох кіс, являв собою крижаний купол, що плавно піднімається від країв (обриву висотою 20-30 метрів біля моря), оточений невеликими айсбергами. Радянська експедиція 1930 під час стоянки судна «Микола Кніпович» на якорі біля острова спостерігала на острові катабатичний вітер.